# Kanton Thionville-Ouest
Thionville-Ouest is een voormalig kanton van het Franse departement Moselle. Het kanton maakte deel uit van het arrondissement Thionville-Est.
Het kanton omvatte, tot het begin 2015 werd opgeheven uitsluitend een deel van de gemeente Thionville.